# Коста-Калида
Ко́ста-Ка́лида (исп. Costa Cálida, «Жаркий берег») — побережье Средиземного моря в Мурсии, между границами с автономными сообществами Валенсия и Андалусия. Длина — около 250 км.
Коста-Калида расположена вдали от холодных течений Средиземного моря, а горы Кордильера-Суббетика защищают от более прохладной погоды зимой. По этой причине среднегодовая температура воды и воздуха выше, чем на большинстве других побережьях Испании. Кроме того, осадков выпадает не более 340 мм в год, большинство — в холодное время. 320 дней в году — солнечные.
Благоприятные для морского отдыха климатические условия делают Мурсию одним из центров туризма в Испании.
Северную часть Коста-Калиды занимает песчаная коса, разделяющая Средиземное море и крупнейшую лагуну Европы Мар-Менор. Здесь расположен Ла-Манга-дель-Мар-Менор — один из самых престижных курортов Коста-Калиды, имеющий уникальный микроклимат.